# Bergstraße (Hildesheim)
Koordinaten: 52° 8′ 53″ N, 9° 55′ 39″ O
Die Bergstraße ist eine historische Straße im Westen von Hildesheim im Stadtteil Moritzberg, in der sich neben zahlreichen Fachwerkhäusern mehrere Sehenswürdigkeiten befinden, die das Bild des Stadtteils entscheidend prägen.

## Lage
Die Bergstraße, eine 620 m lange und streckenweise enge Einbahnstraße, führt von der Dingworthstraße, der Hauptstraße des Stadtteiles Moritzberg, die sich als eine der am tiefsten gelegenen Straßen Hildesheims nur rund 70 m. ü. d. M. befindet, steil bergauf nach Westen. Die Kreuzung, an der die Bergstraße abzweigt, heißt im Volksmund nach einer früher hier befindlichen Gaststätte „Güldener Löwe“. Nach einer sanften Biegung im Bereich des kleinen Platzes „Am Bergbrunnen“, an dem sich mehrere sehr markante Bauwerke befinden, und einer scharfen Rechtskurve am nach Süden abzweigenden Stiftskirchenweg erreicht die Bergstraße mit dem Kamm des Krehlaberges eine Höhe von 110 m. ü. d. M. Die Hausnummern reichen von Nr. 1 bis Nr. 80.

## Geschichte
Die Bergstraße ist eine der ältesten Straßen des Hildesheimer Stadtteiles Moritzberg. Am nördlichen Ende des „Obere Bergstraße“ genannten Abschnitts befand sich im Mittelalter das Krehlator mit seinem 25 Fuß hohen Turm, das auch Schäfertor genannt wurde. Das älteste heute noch erhaltene Gebäude der Bergstraße ist Haus Nr. 65, das 1645 erbaut wurde. Mehrere Häuser stammen aus dem 18. und dem frühen 19. Jahrhundert. Die Bergstraße erhielt ihren Namen offiziell 1855, damals wurde sie in „Obere Bergstraße“, „Mittlere Bergstraße“ und „Untere Bergstraße“ eingeteilt. Nach der Eingemeindung des Bergfleckens Moritzberg nach Hildesheim im Jahr 1911 wurden die drei Abschnitte unter der einheitlichen Bezeichnung Bergstraße zusammengefasst. Für den am höchsten gelegenen Teil der Straße, der sich zwischen der Abzweigung des Stiftskirchenweges und dem nördlichen Ende der Bergstraße erstreckt, hat sich die Bezeichnung „Obere Bergstraße“ bis heute erhalten. Den Zweiten Weltkrieg überstand die Bergstraße unbeschädigt.

## Bauwerke und Besonderheiten
Jedes Jahr findet am Pfingstmontag in der Bergstraße zwischen Haus Nr. 1 und dem Platz „Am Bergbrunnen“ der viel besuchte „Pflockflötchenmarkt“ statt, bei dem es sich möglicherweise um ein Relikt des Marktrechts handelt, das dem Bergflecken Moritzberg 1652 verliehen wurde. Seinen Namen erhielt dieser Markt von den Flöten aus Weidenholz, die früher hier verkauft wurden.
Keine andere Straße des Moritzberges hat so viele Sehenswürdigkeiten aufzuweisen wie die Bergstraße. Mehrere von ihnen gruppieren sich um den kleinen, abschüssigen Platz „Am Bergbrunnen“, der sich an der Ecke zur Bennostraße befindet und von dem nach Südwesten die 89 m lange Treppenstraße „Große Steuer“ abzweigt.
- Eines der markantesten Bauwerke des ganzen Stadtteiles ist die 1882–1886 im neogotischen Stil erbaute und weithin sichtbare Villa Windthorst, Bergstraße 22–24.[5]
- Nicht weniger prägend ist der 1913–1915 errichtete, viergeschossige Bau der evangelischen Grund- und Hauptschule, der wegen des gelben Putzes seit Jahrzehnten in Hildesheim unter dem Namen „Gelbe Schule“ bekannt ist.[6] Da das Gelände sehr abschüssig ist, wurde die Schule von einer Stützmauer aus Sandstein umgeben und auf einem Sockel aus Sandsteinquadern erbaut. Der Bau wird durch Gurtgesimse gegliedert und ist von der Bergstraße aus über Treppen durch ein repräsentatives Portal zu erreichen, dessen Baustil dem Barock nachempfunden ist.
- Von dem Platz „Am Bergbrunnen“, der seinen Namen erst nach dem Bau des Brunnens zu Beginn des 21. Jahrhunderts erhielt, hat man einen schönen Blick durch die Treppenstraße „Große Steuer“ zur Mauritiuskirche. Der turmartige Erker der Schule, der in die Treppenstraße hineinragt, erinnert mit seinem Baustil an den Barock und stellt so eine Verbindung zum Barockturm der Kirche her.
- An der Südseite des Platzes fällt an der Ecke zur Bennostraße eine Mauer aus Natursteinen auf, auf der ein steinernes Relief mit einer Darstellung des Schutzheiligen des Bergfleckens Moritzberg, St. Mauritius, aus dem Jahr 1730 zu sehen ist.[7] Bei dem Fachwerkhaus hinter der Mauer handelt es sich um einen ehemaligen Stiftshof.
- Ebenfalls an der Südseite des Platzes erhebt sich das 1751 erbaute Alte Brauhaus, über dessen Eingang ein weiteres Steinrelief des Hl. Mauritius angebracht ist.[5] In dem Haus wurde bis in die 1970er Jahre hinein eine Gaststätte mit dem Namen „Altes Brauhaus“ betrieben. Vor der Eingemeindung nach Hildesheim im Jahre 1911 bestanden auf dem Moritzberg zahlreiche Gaststätten, da im Bergflecken Moritzberg die Biersteuer erheblich niedriger war als in der Stadt Hildesheim.
- Die Backsteinhäuser an der Nordseite des Platzes „Am Bergbrunnen“, Bergstraße 61–63, wurden fast zeitgleich mit der Villa Windthorst errichtet. Haus Nr. 63, mit dessen Bau man 1887 begann, wurde anfangs als Mädchenschule genutzt und fällt durch ein Ziegeldekorband und einen großen Mittelgiebel auf.[8]

Östlich des Platzes „Am Bergbrunnen“ sind sehenswert:
- Das ehemalige Kuriengebäude Bergstraße 65, 1645 im Barockstil erbaut und nach dem letzten Besitzer „Brenkenscher Hof“ genannt.[5] Von der Straße ist es über eine zweiteilige Freitreppe zu erreichen. Typisch für die Epoche des Barock ist die symmetrische Fassadengestaltung mit dem genau in der Mitte befindlichen Portal, über dem verschiedene Ornamente angebracht sind.
- Die ehemalige Vikarie Corpus Christi, Bergstraße Nr. 17, wurde 1730 erbaut und im 20. Jahrhundert durch Umbauten verändert.
- Gegenüber der ehem. Vikarie fällt an der Fassade des Hauses Bergstraße 68 der Kopf eines Löwen auf, angefertigt gegen Ende des 19. Jahrhunderts.
- Zahlreiche traufständige Fachwerkhäuser mit unterschiedlicher Firsthöhe im unteren Teil der Bergstraße. Haus Nr. 75, vermutlich um die Mitte des 18. Jahrhunderts erbaut, fällt durch ein vorkragendes Obergeschoss, Verzierungen an den Knaggen und einen geschnitzten Spruch an der Stockwerksschwelle auf. Haus Nr. 78 diente ursprünglich als Knabenschule, wurde ebenfalls wahrscheinlich um die Mitte des 18. Jahrhunderts errichtet und fällt durch seine Breite und durch eine historische Eingangstür auf.[7]

Westlich des Platzes „Am Bergbrunnen“:
- Das Pfarrhaus der Mauritiuskirche, Bergstraße 57, wurde 1905 als repräsentativer Putzbau mit zwei Geschossen auf einem Natursteinsockel mit einer Freitreppe erbaut.[9] Zwei Risalite beherrschen die Fassade, wobei der rechte einen auffallend großen Giebel und der linke Fenster mit Kuppeln und Mittelsäulen besitzt.
- Haus Nr. 55 ist ein Neubau aus den 1980er Jahren, der im Fachwerkstil erstellt wurde. Auf dem Grundstück stand bis 1979 das Kämmerey-Haus, ein Fachwerkhaus, das ursprünglich als Commende Sanctae Gertrudis erbaut worden war.
- Im Bereich der Oberen Bergstraße ist neben den beiden traufständigen Fachwerkhäusern Bergstraße 33 und 34, die vermutlich gegen Ende des 18. oder zu Beginn des 19. Jahrhunderts erbaut wurden, die ehemalige Stiftsschäferei bemerkenswert, Bergstraße 26.[9] Eine Inschrift an den Sandsteinpfosten der Toreinfahrt gibt das Jahr 1712 an.

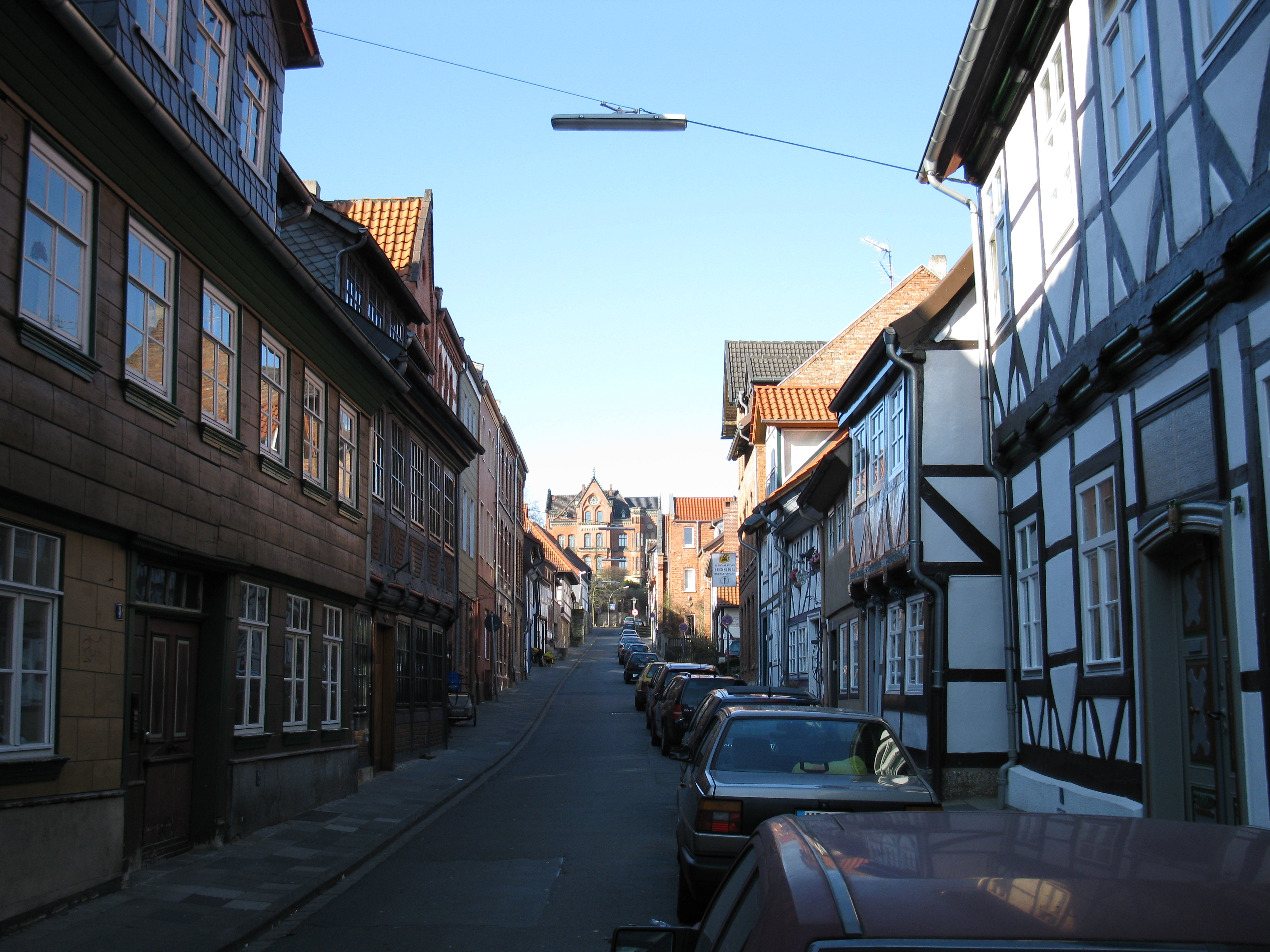
Bergstraße – Blick nach Westen
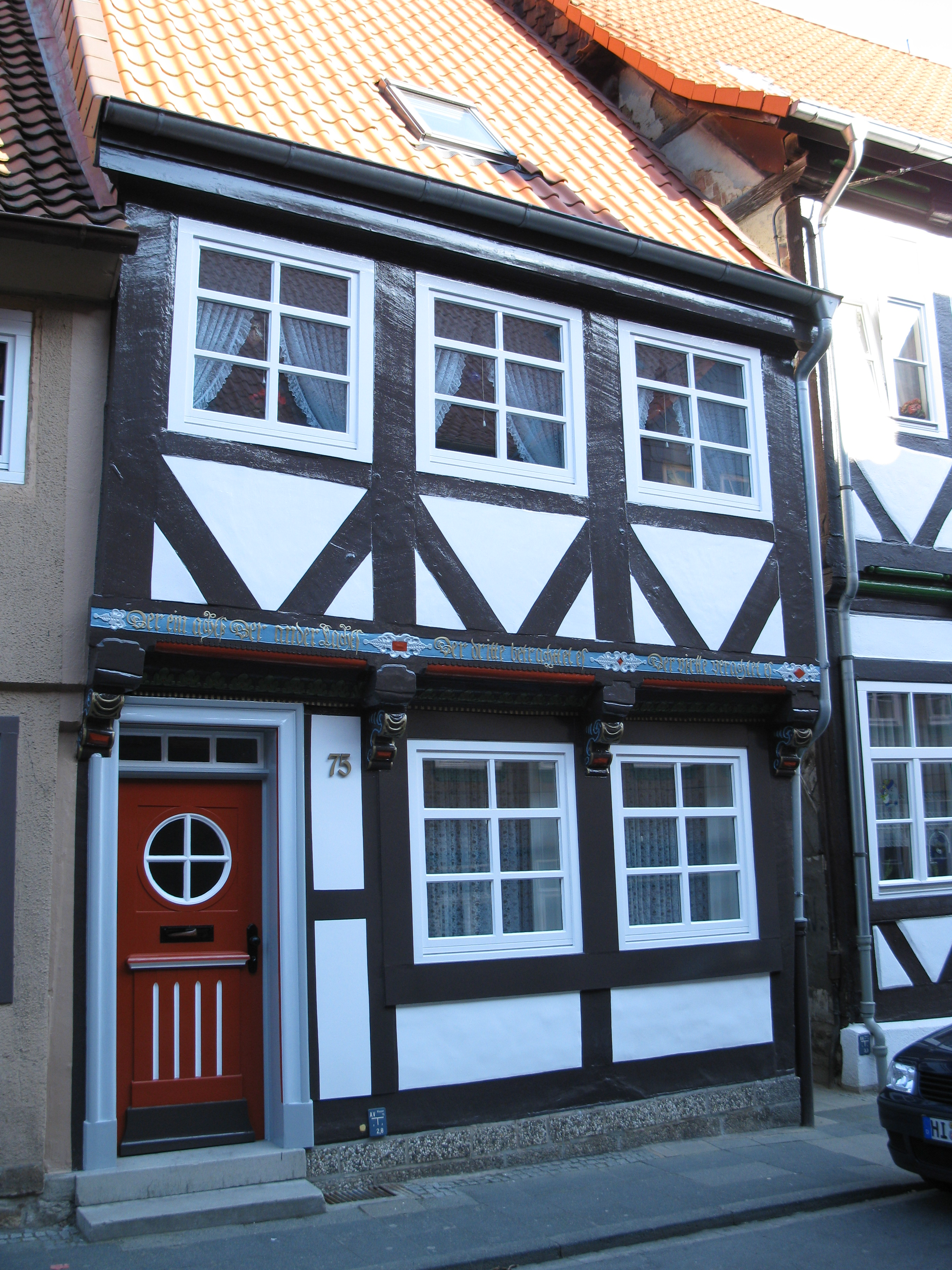
Bergstraße Nr. 75
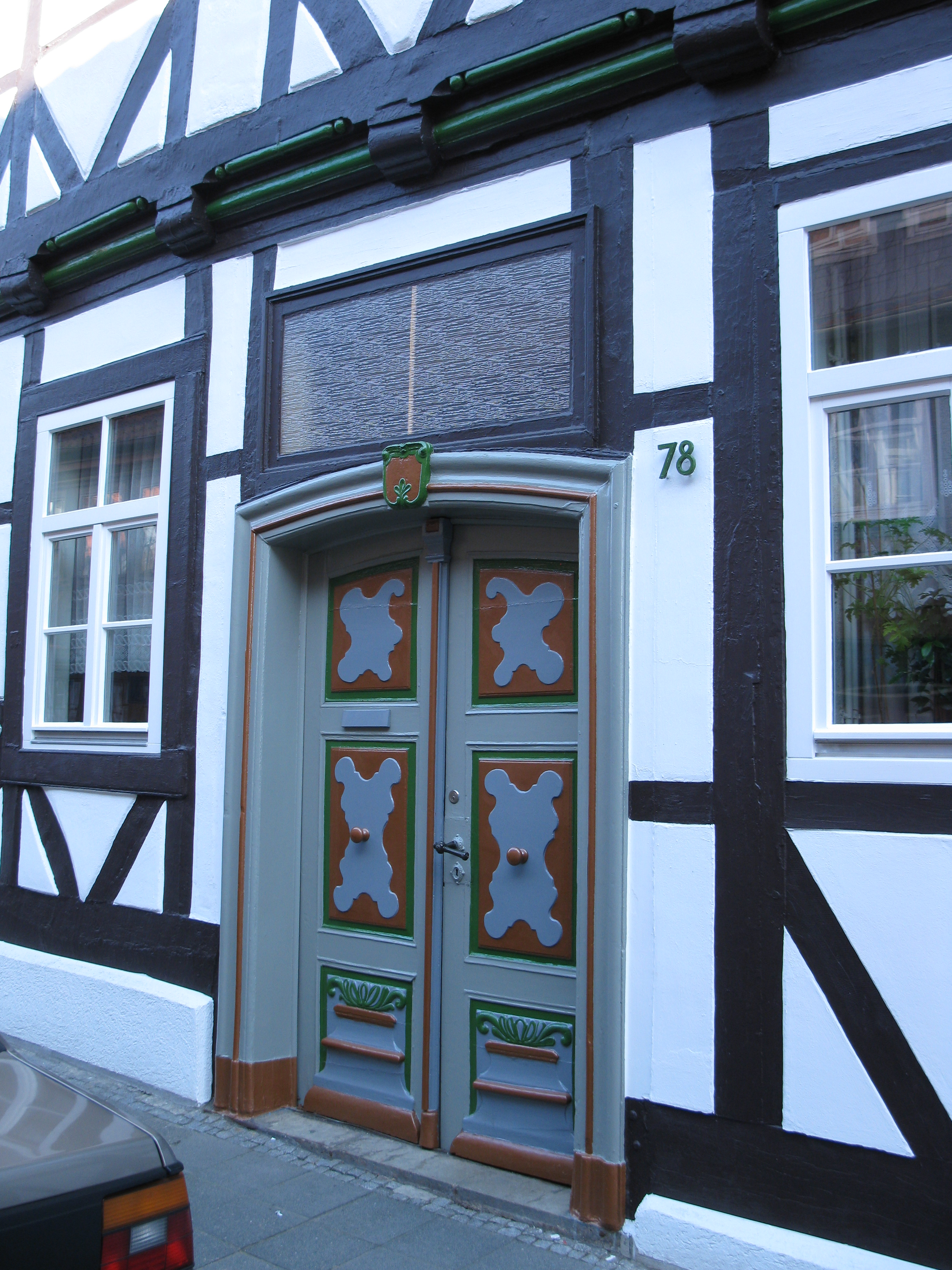
Bergstraße Nr. 78
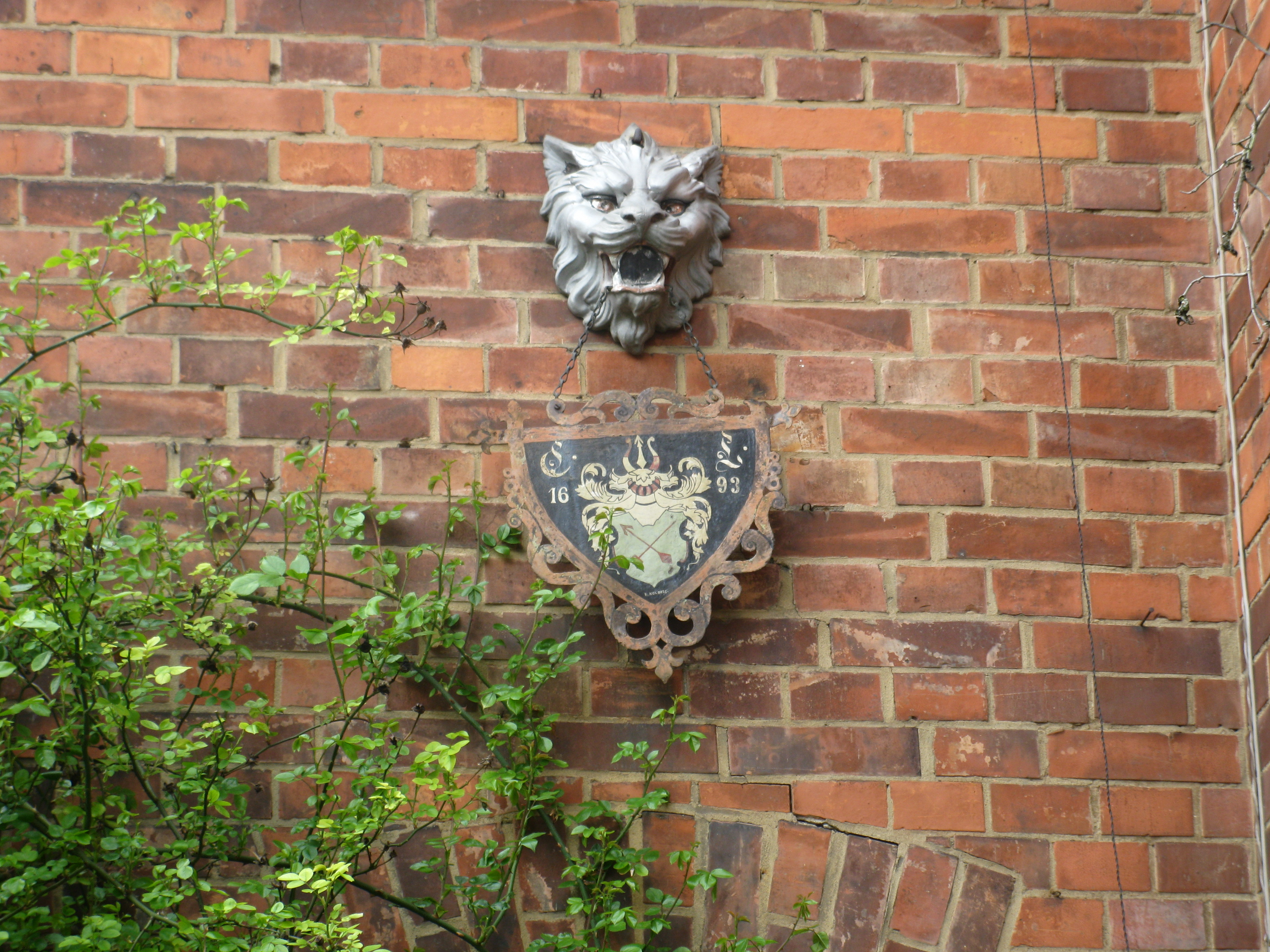
Detail an Haus Nr. 68
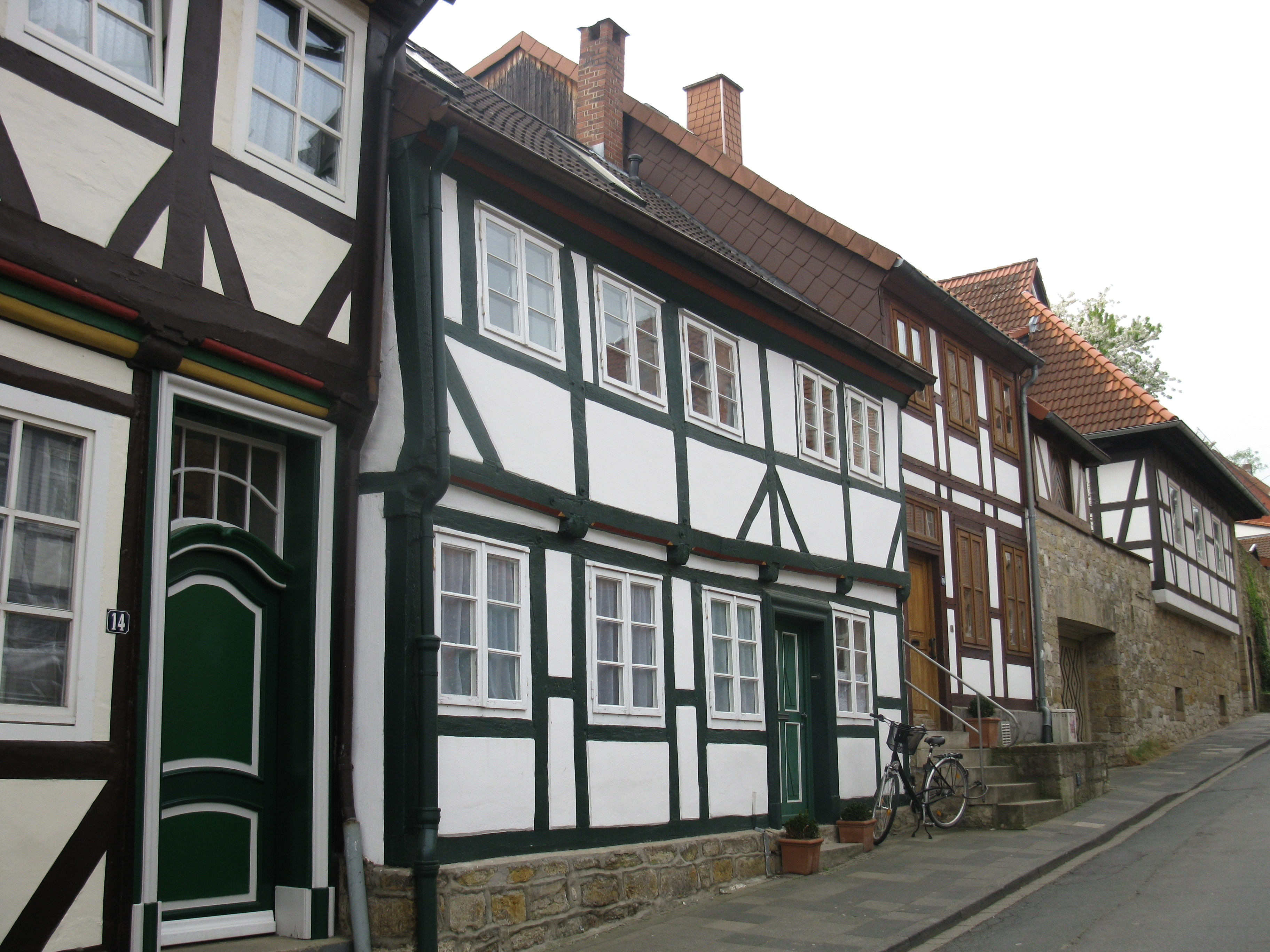
Blick zur ehem. Vikarie Corpus Christi
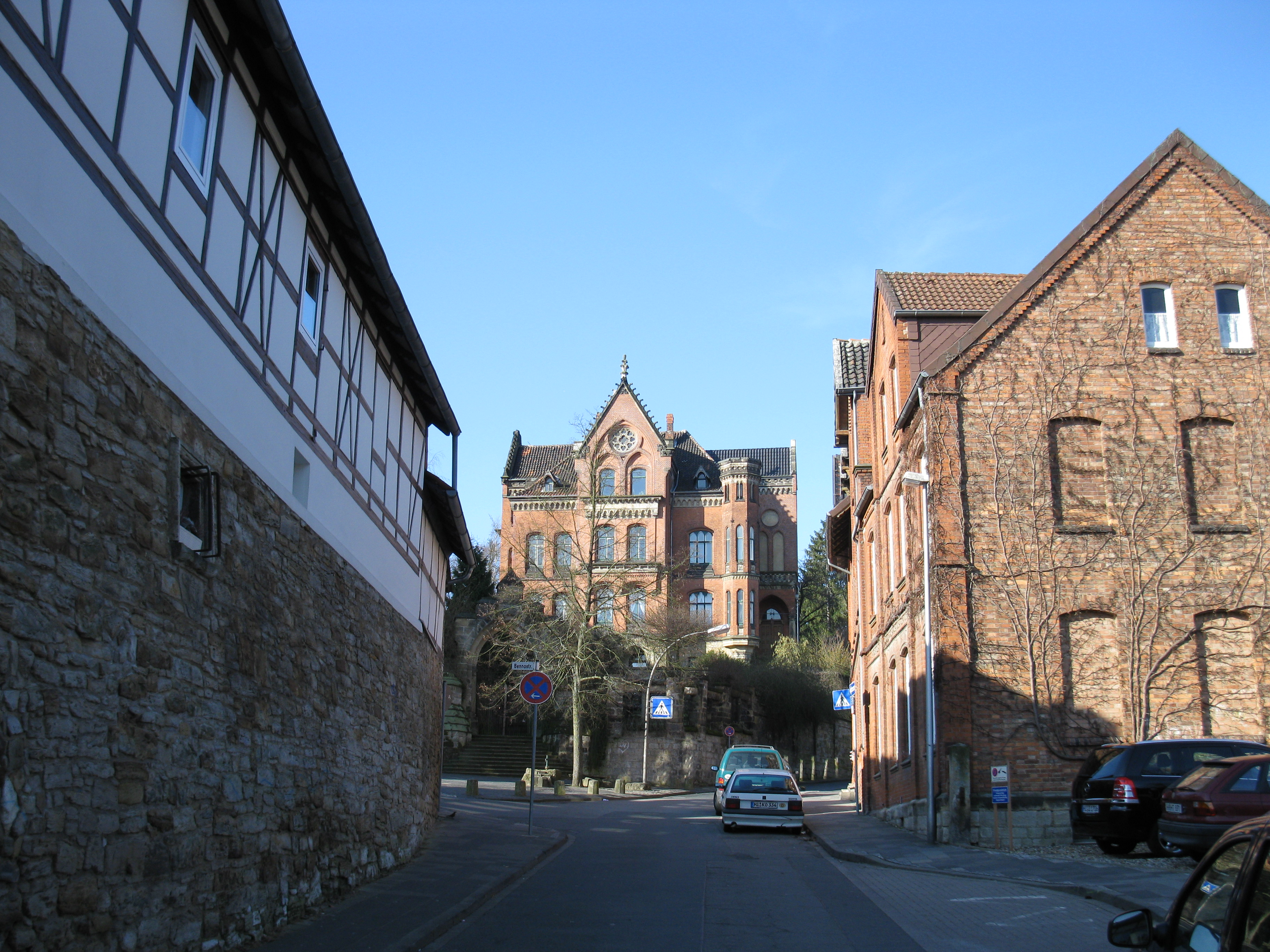
Blick zur Villa Windthorst
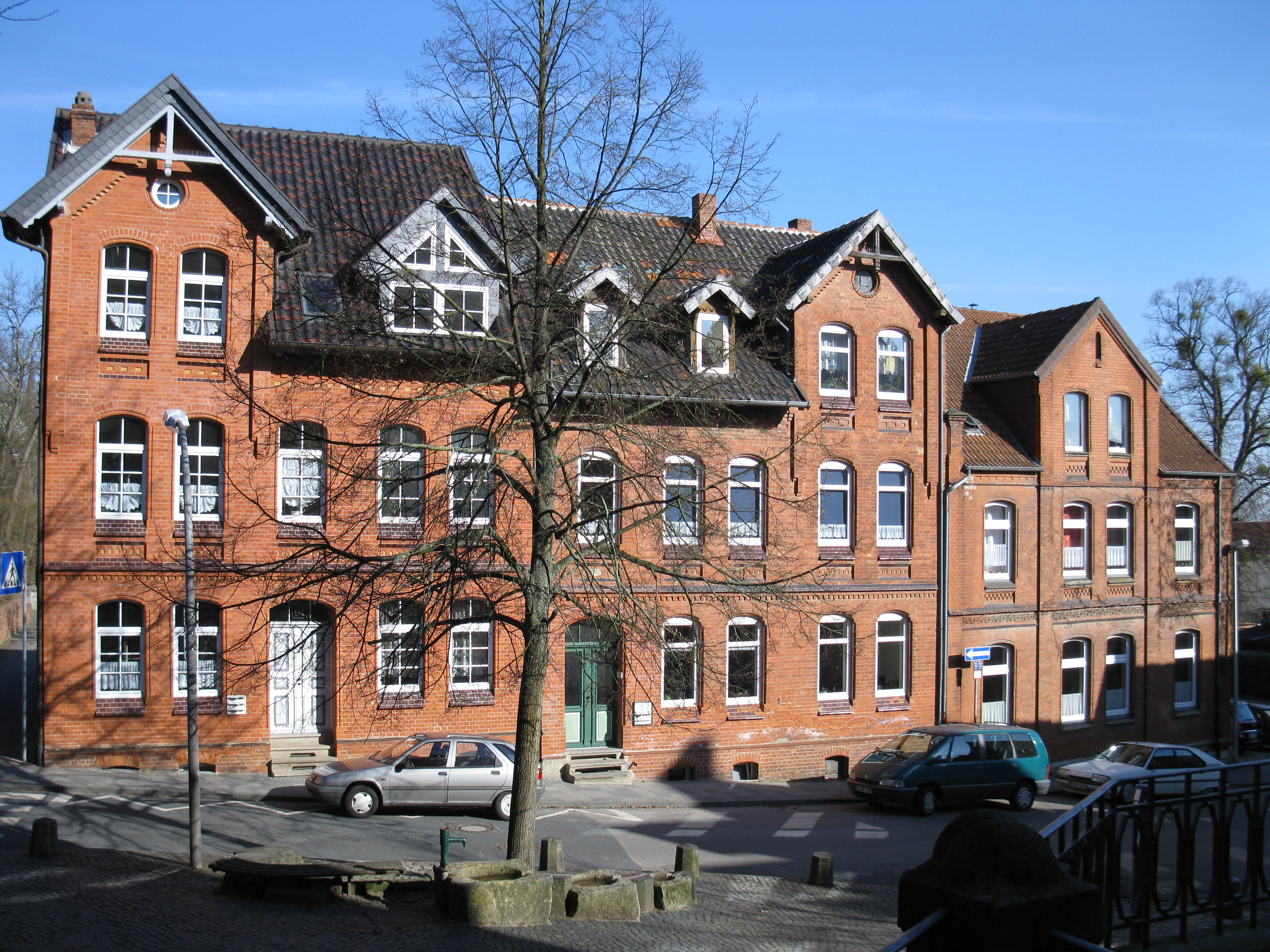
Am Bergbrunnen, rechts ehem. Mädchenschule
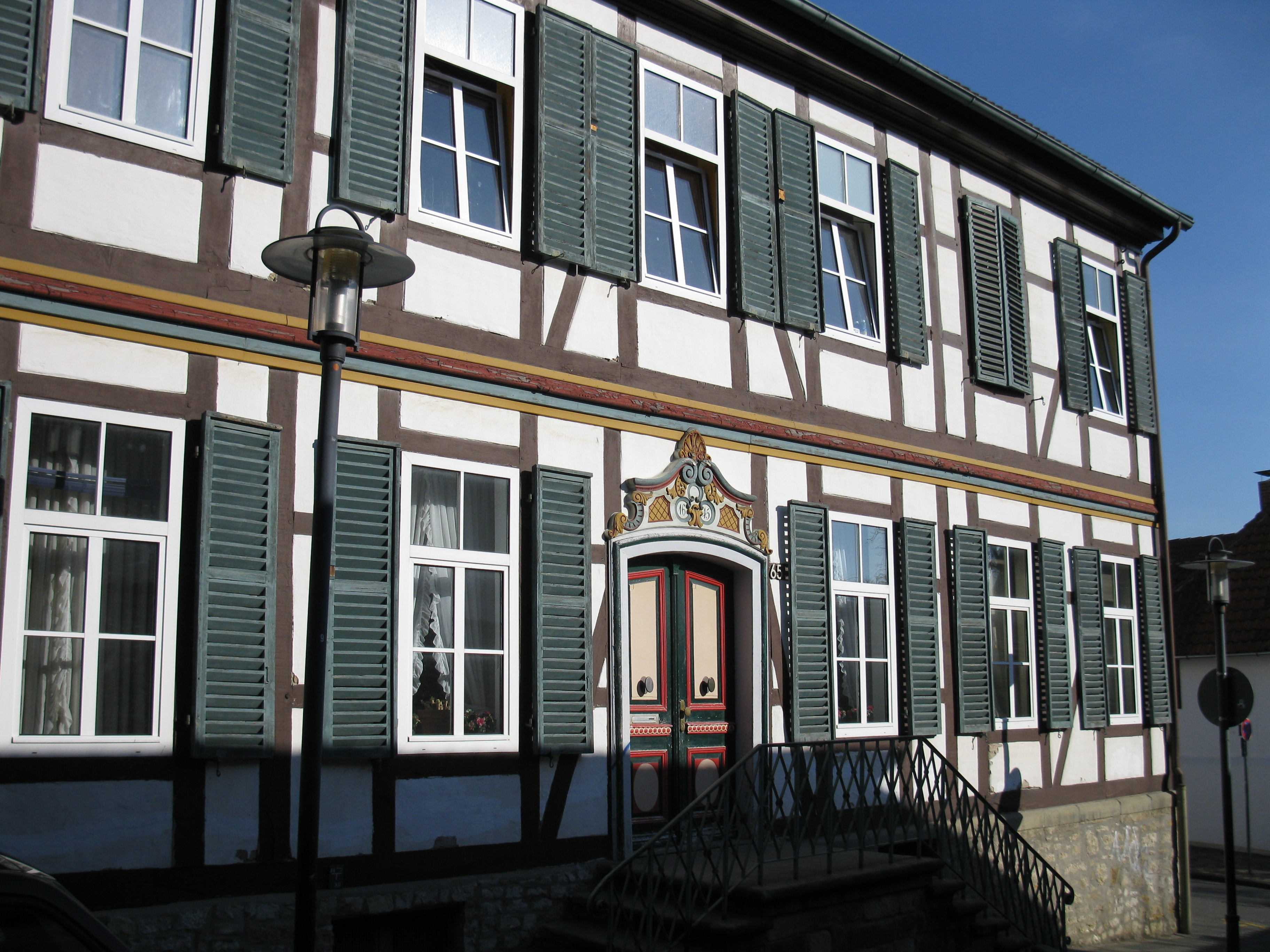
Brenkenscher Hof (1645)
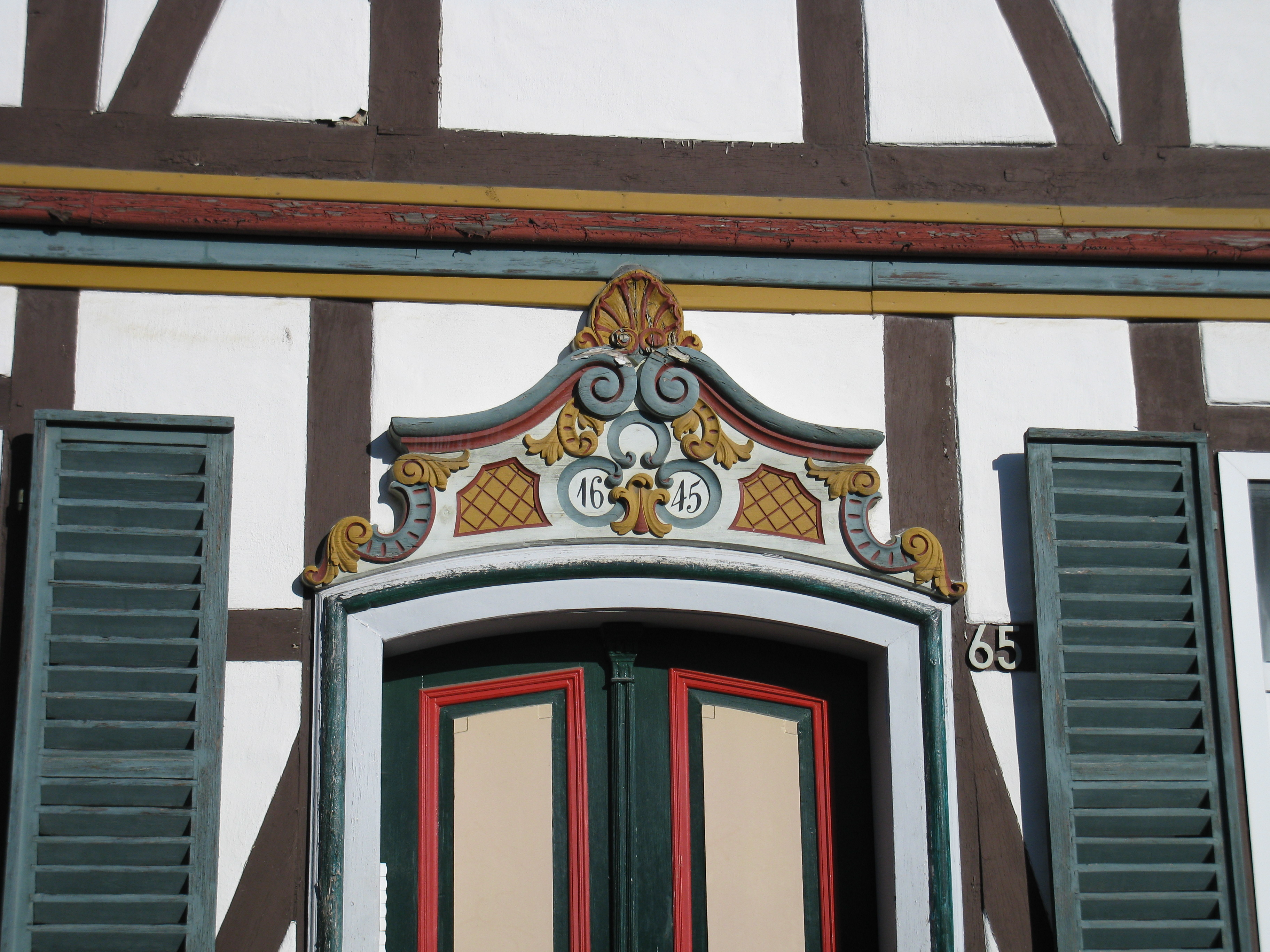
Brenkenscher Hof, Detail
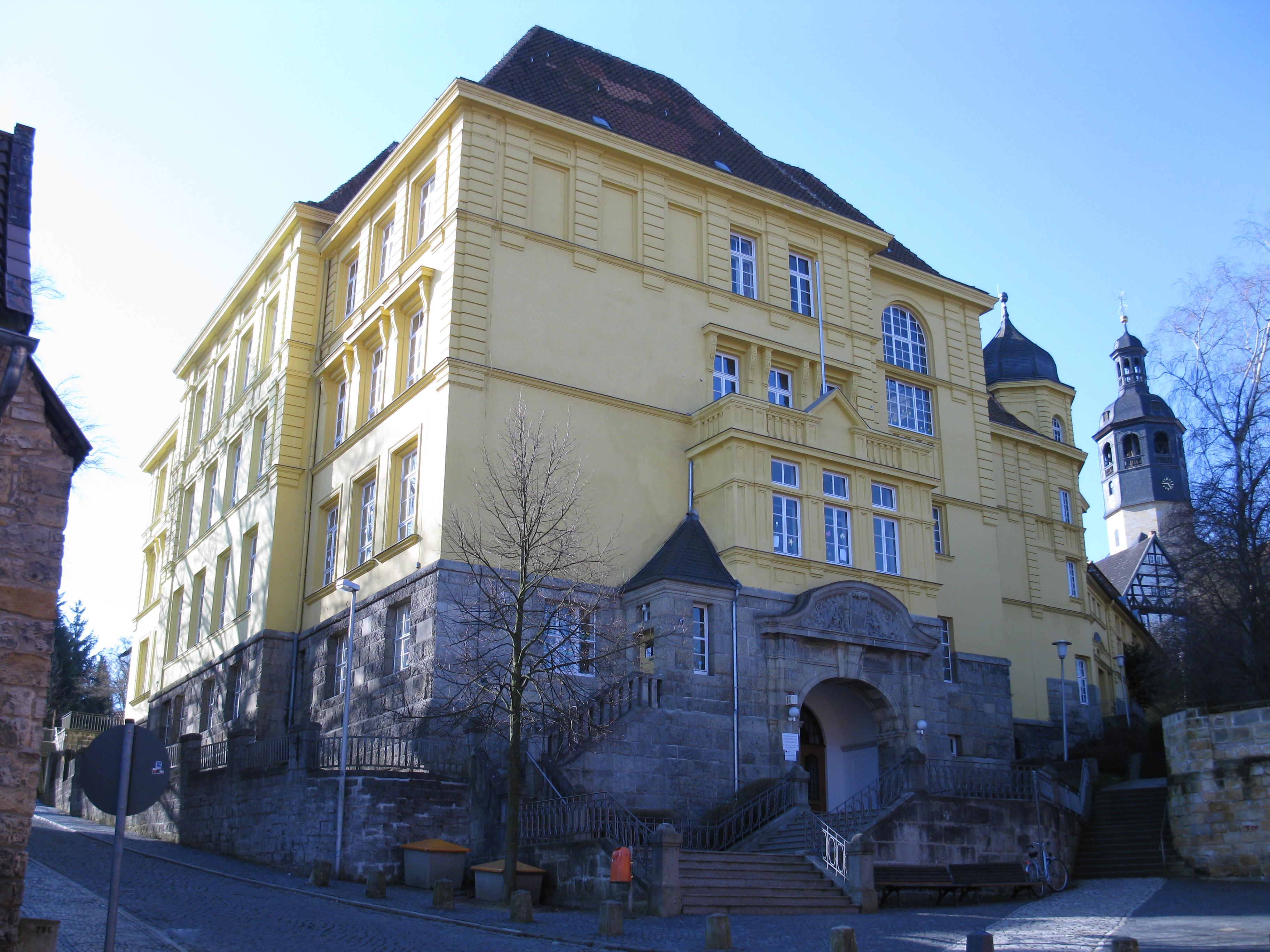
Gelbe Schule (1913–1915)
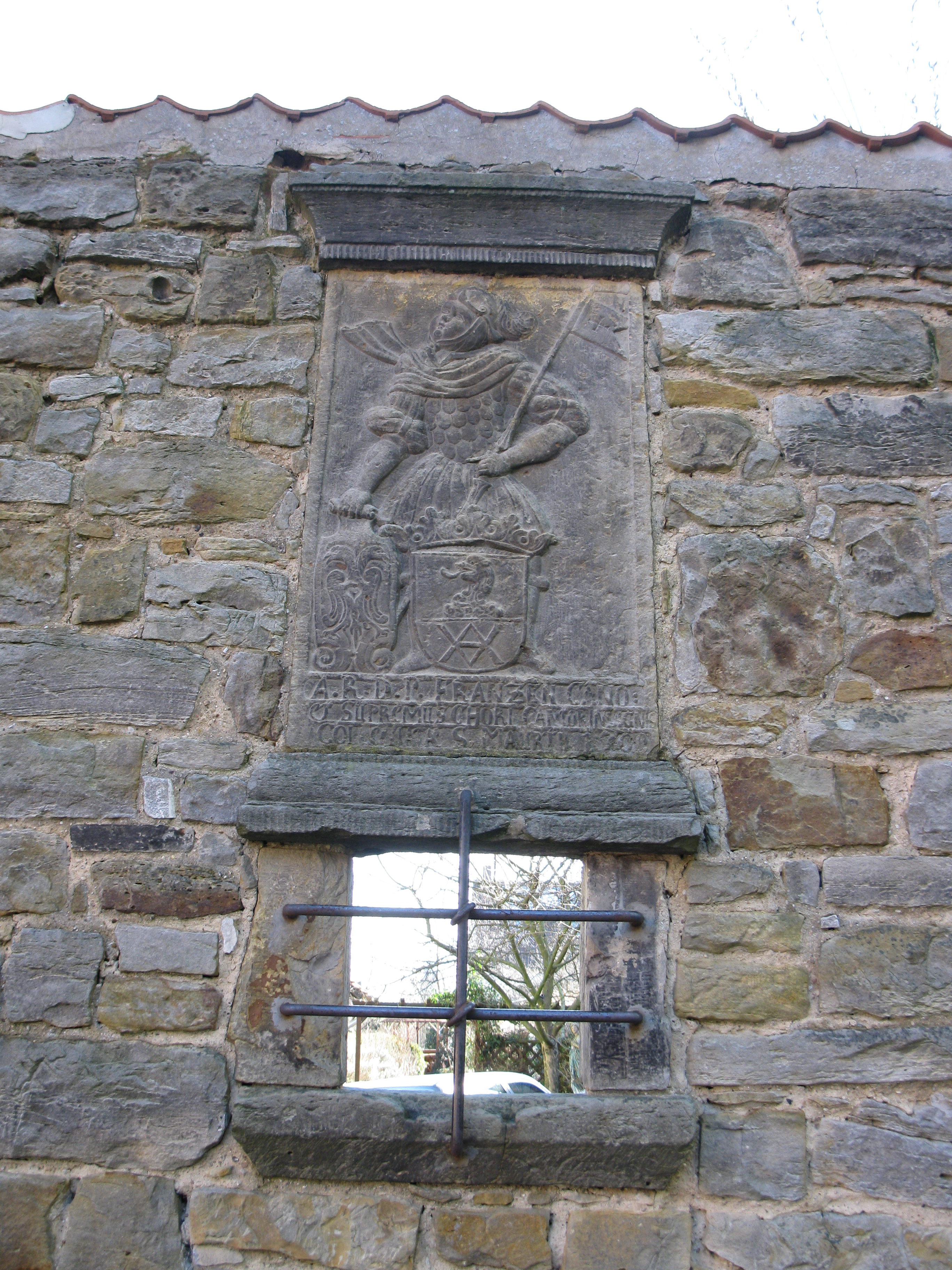
Relief des Hl. Mauritius (1730)
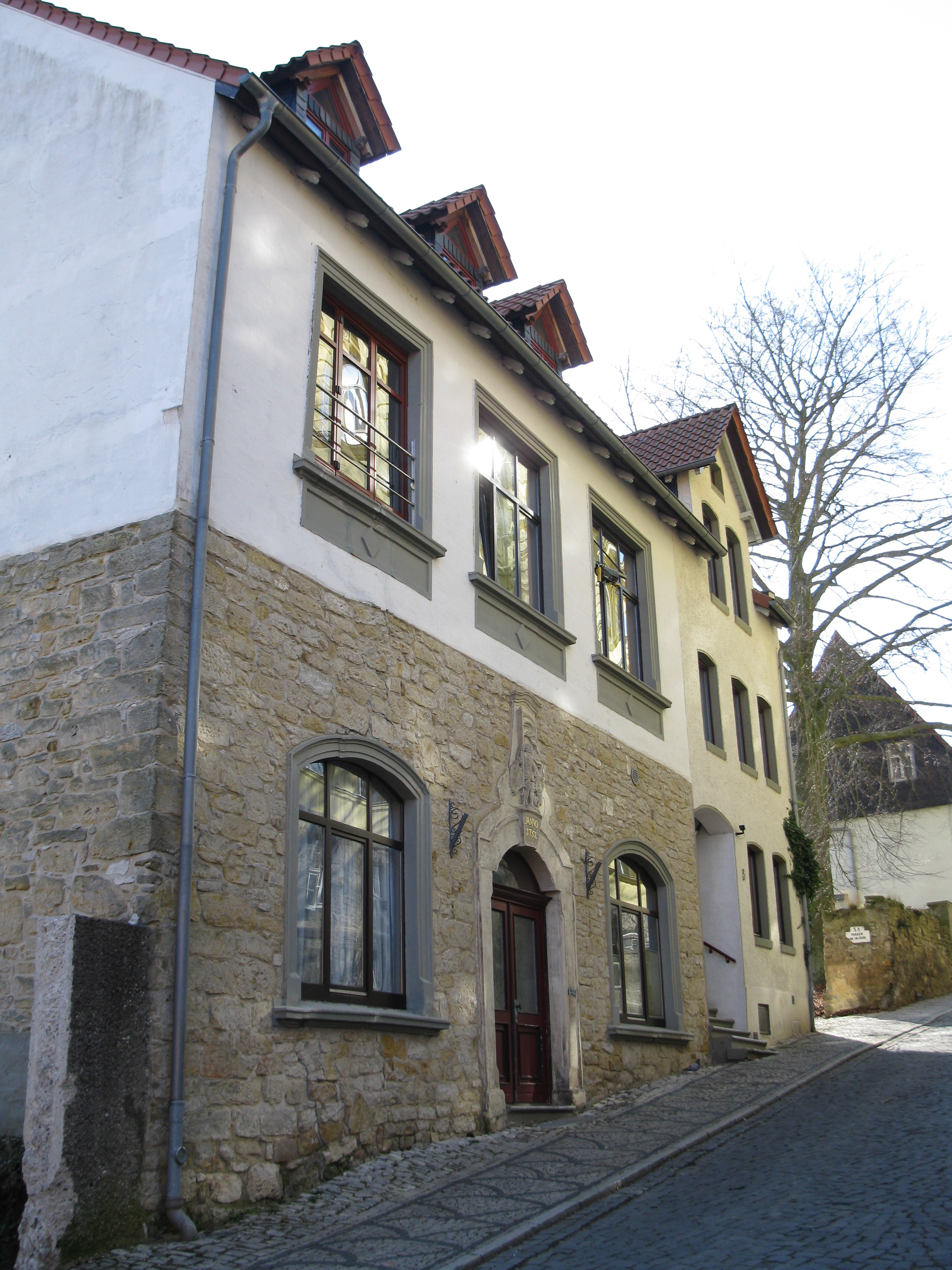
Altes Brauhaus (1751)
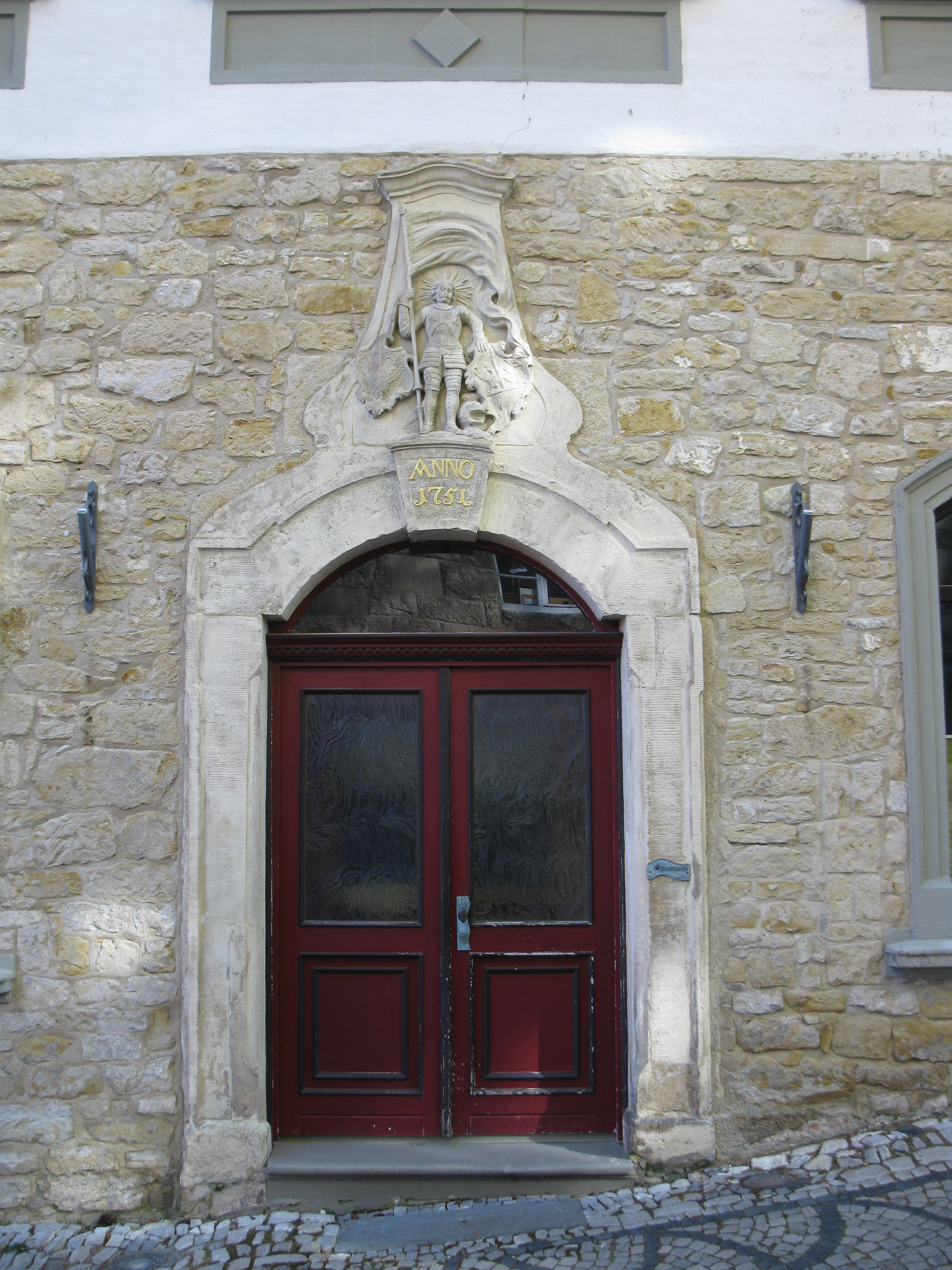
Altes Brauhaus: Portal mit Relief des Hl. Mauritius
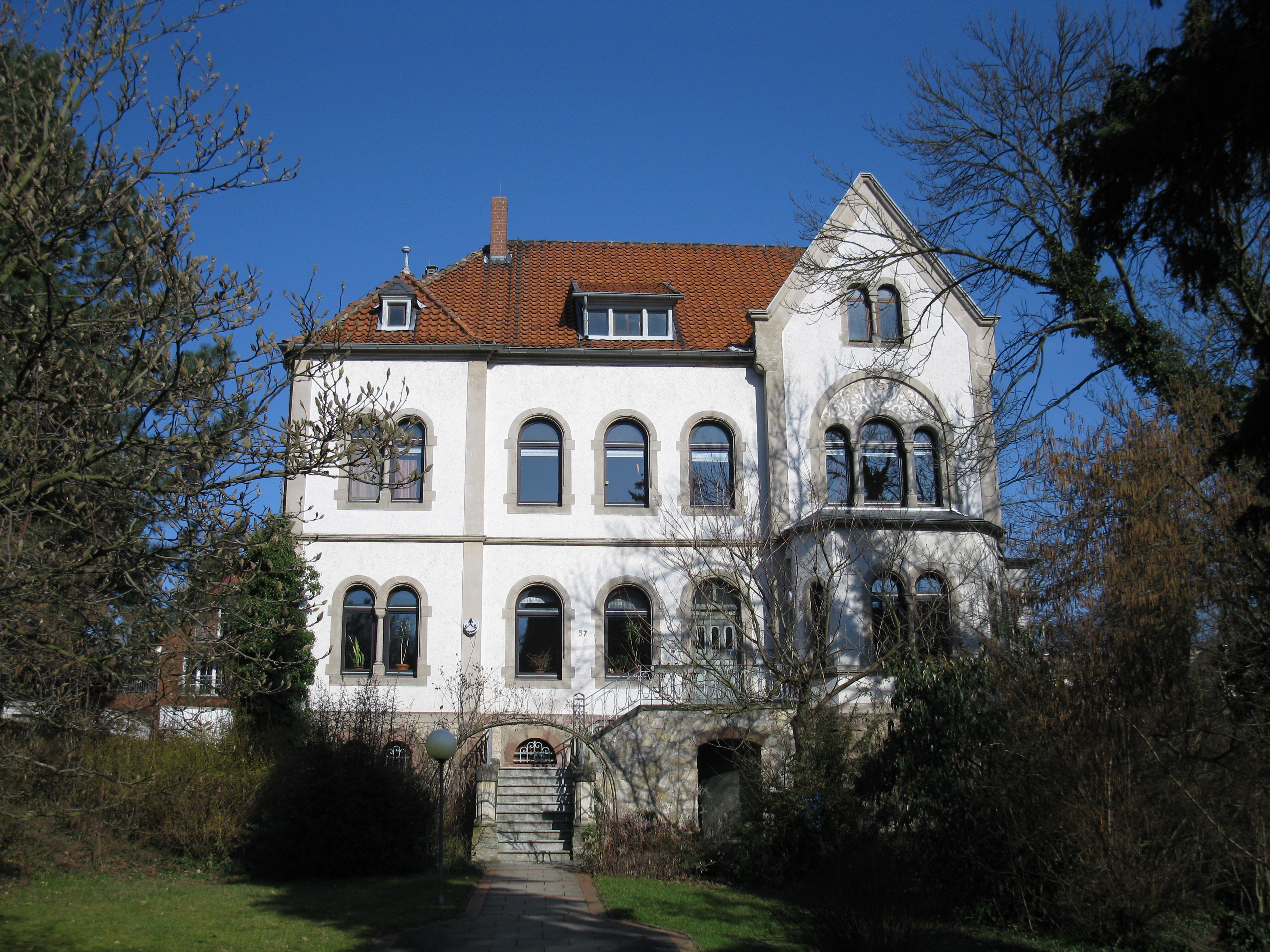
Pfarrhaus (1905)
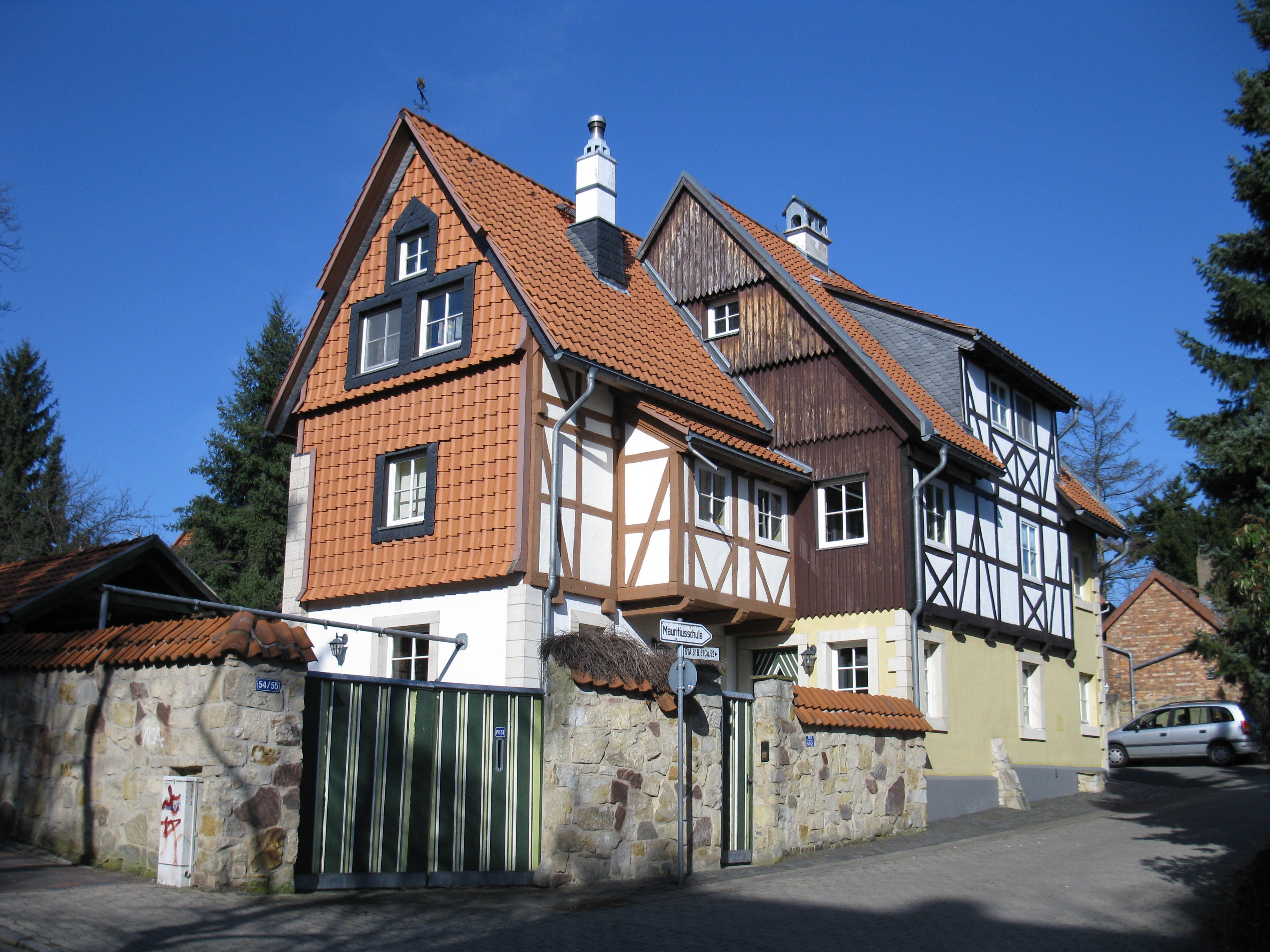
Bergstraße Nr. 55
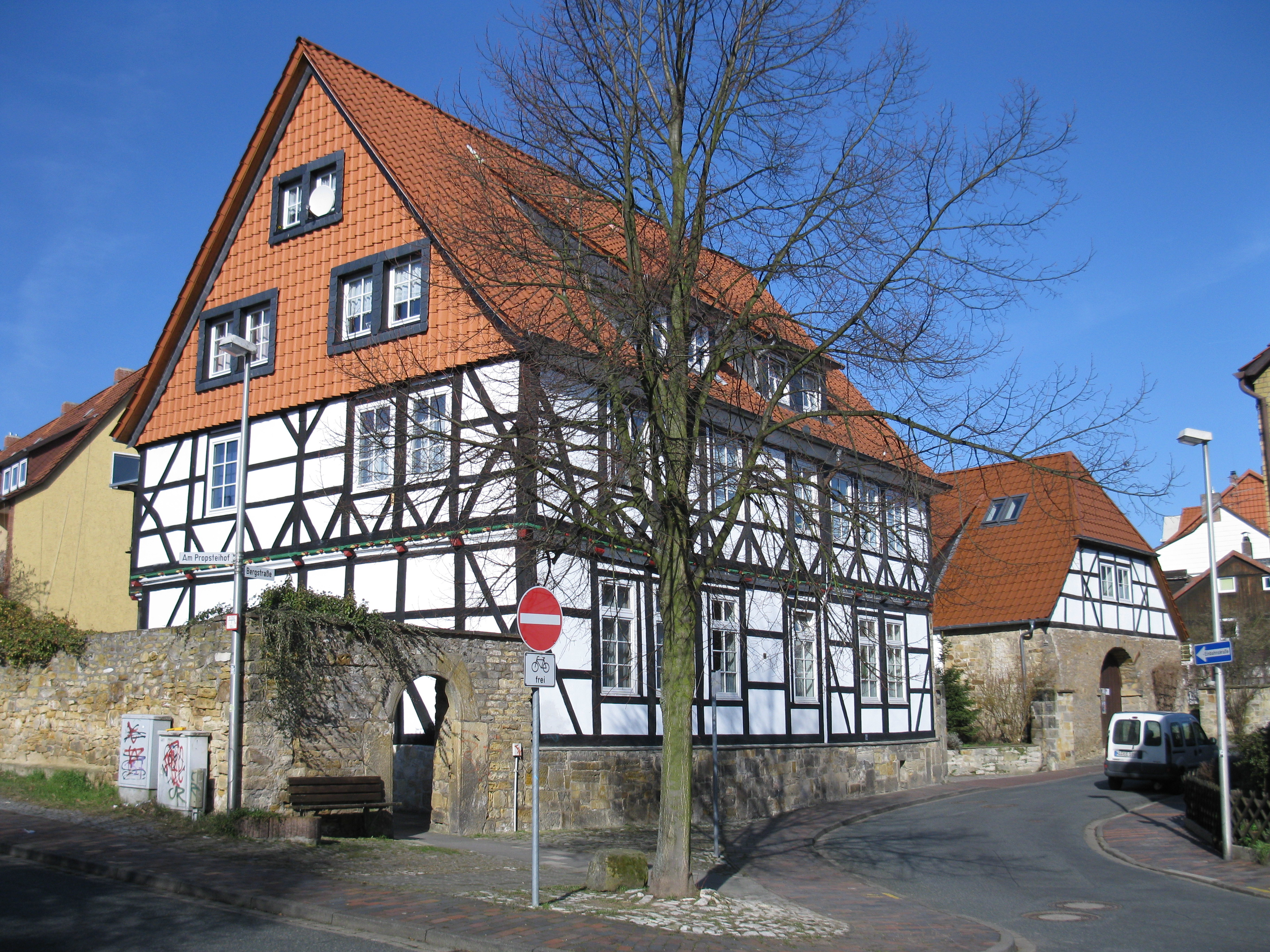
Ehem. Stiftsschäferei (1712)
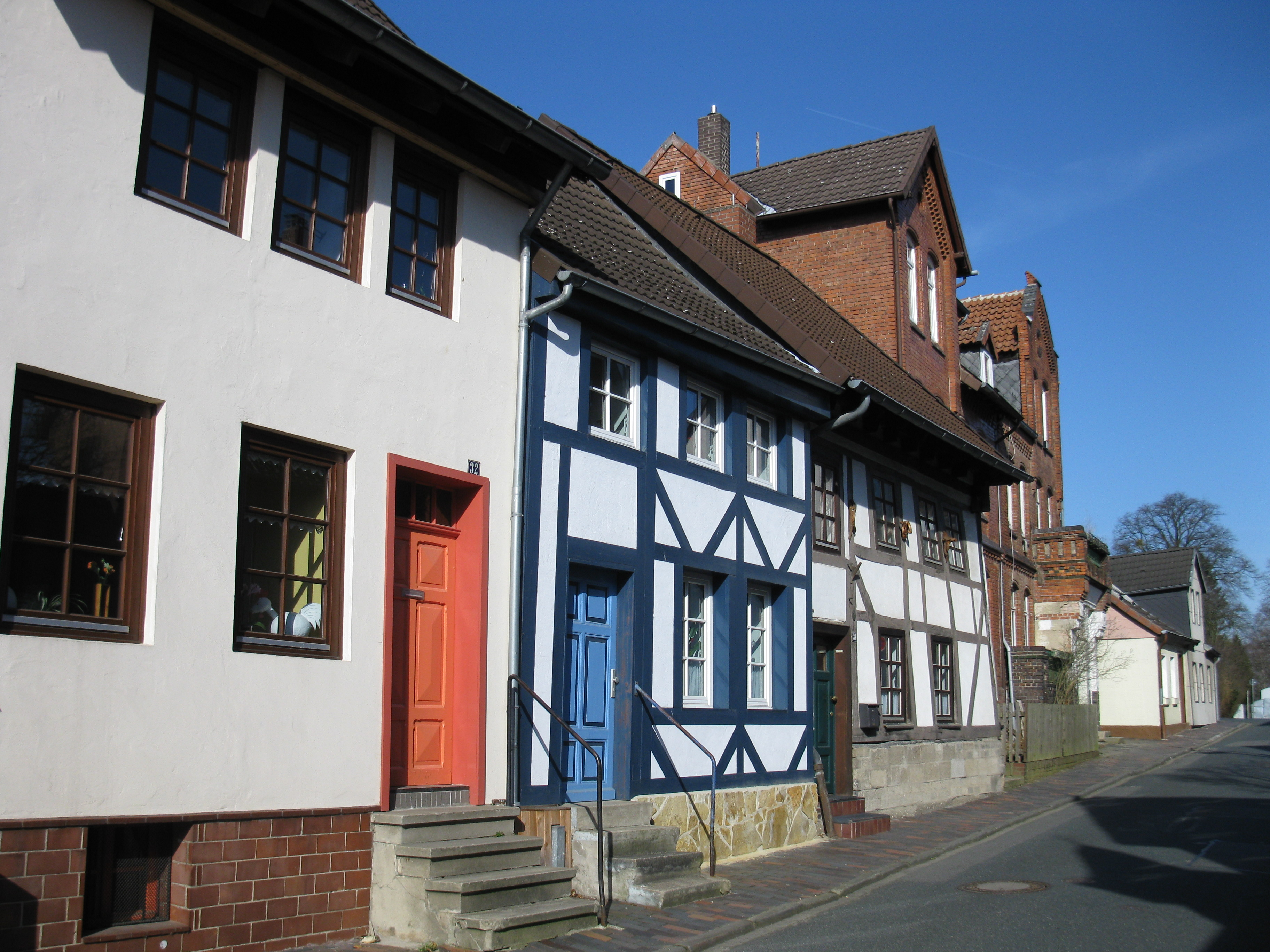
Bergstraße 33 und 34